# چین تایپه
«چین تایپه» لفظی است که در سازمان‌ها و تورنمنت‌های بین‌المللی گوناگون برای گروه‌های نمایندگی کننده جمهوری چین، دولتی که به عنوان تایوان مشهور است، مورد استفاده قرار می‌گیرد.

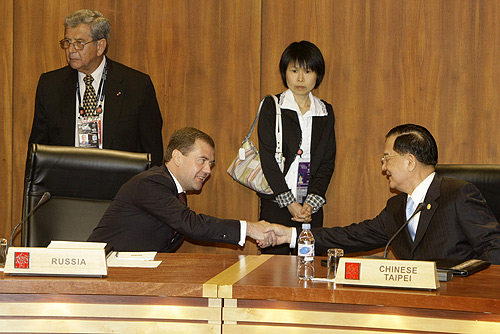
جمهوری چین با نام چین تایپه در نشست ۲۰۰۸ اپک در پرو شرکت می‌کند

به خاطر اصل  چین واحد چین (جمهوری خلق چین، چین)، تایوان که پس از قطعنامه ۲۷۵۸ مجمع عمومی سازمان ملل متحد، به خاطر مناقشه درجریان بر سر حاکمیت ملی‌اش دیگر عضو سازمان ملل متحد نیست از این که نشان‌های ملی اش چون نام ملی، , سرود ملی و پرچم اش که نماینده دولت بودن تایوان باشد را در رخدادهای بین‌المللی مورد استفاده قرار دهد یا آنها را به نمایش بگذارد منع شد. این اختلاف نهایتاً منجر به سازش شد و لفظ «چین تایپه» نخستین بار در قطعنامه ناگویا در ۱۹۷۹ پیشنهاد شد. در این قطعنامه جمهوری چین/تایوان و جمهوری خلق چین/چین حق شرکت یکدیگر و جدا ماندن تیم‌هایشان در هر یک از فعالیت‌های کمیته بین‌المللی المپیک و مرتبطان آن را به رسمیت شناختند. این لفظ در سال ۱۹۸۱ در پی تغییر نام کمیته المپیک جمهوری چین به کمیته المپیک چین تایپه رسمیت گرفت. چنین ترتیباتی بعدها تبدیل به مدلی برای شرکت جمهوری چین/تایوان در سازمان‌ها و امور بین‌المللی گوناگون در دیپلماسی به غیر از بازی‌های المپیک شد، از جمله سازمان تجارت جهانی، سازمان جهانی بهداشت، پیمان متر، سازمان همکاری‌های اقتصادی آسیا–پاسفیک، و مسابقات بین‌المللی ملکه زیبایی.
این لفظ تعمدا ابهام آفرین است. برای چین لفظ «چین تایپه» در خصوص وضعیت سیاسی یا حاکمیت جمهوری چین/تایوان مبهم است، برای جمهوری چین لفظی است دربرگیرنده تر از تایوان که آن را صرفاً بخشی از چین می‌داند و «تایوان، چین» برای آن ممکن است به معنای زیردست جمهوری خلق چین بودن تعبیر شود.